# Дом здравља Гацко
Дом здравља „Проф. др Саво Бумбић“ Гацко јавна је здравствена установа у Републиици Српској, Босна и Херцеговина у којој становници Општине Гацко остварују своја права на примарну здравствена заштита у току 24 сата, кроз редован рад, дежурство и приправност медицинског особља.

## Положај
Дом здравља се налази у централном делу Гацка на адреси Улица Солунских добровољаца бр. 48.

## Организација
Рад у Дому здравља „Проф. др Саво Бумбић“ организован је по моделу породичне медицине са следећим организационим целинама: Служба за медицинске и служба за немедицинске послове, које се састоје из следећих служби:

### Служба за медицинске послове
Служба за медицинске послове, као основна организациона јединица, имају следеће организационе целине:
- Службу за хитну медицинску помоћ и хитни санитетски превоз;
- Службу породичне медицине, са 3 амбуланте (ТЕ Гацко МЗ Брљево МЗ Фојница ) које раде у две смене
- Амбуланту за специјалистичке консултације из гинекологије
- Амбуланту за специјалистичке консултације из педијатрије
- Службу за стоматолошку здравствену заштиту (превентивна и дјечија, односно општа стоматологија, стоматолошка лабораторија)
- Центар за физикалну рехабилитацију у заједници
- Центар за заштиту менталног здравља
- Хигијенско епидемиолошка служба
- Служба снабдевања лековима и медицинским средствима

### Служба за немедицинске послове
Служба за немедицинске послове, има следеће организационе јединице:
- Кабинет директора
- Службу за правне, опште и кадровске послове
- Службу за економско-аналитичке и финансијске послове
- Службу за увођење, праћење и побољшање квалитета и сигурности здравствених услуга
- Мртвачница

## Кадрови
Дом здравља запошљава 75 радника, од тога:
- 5 лекара опште праксе
- 4 лекара специјалиста
- 16 медицинских техничара
- 50 радника осталих струка